# Kreis Obornik

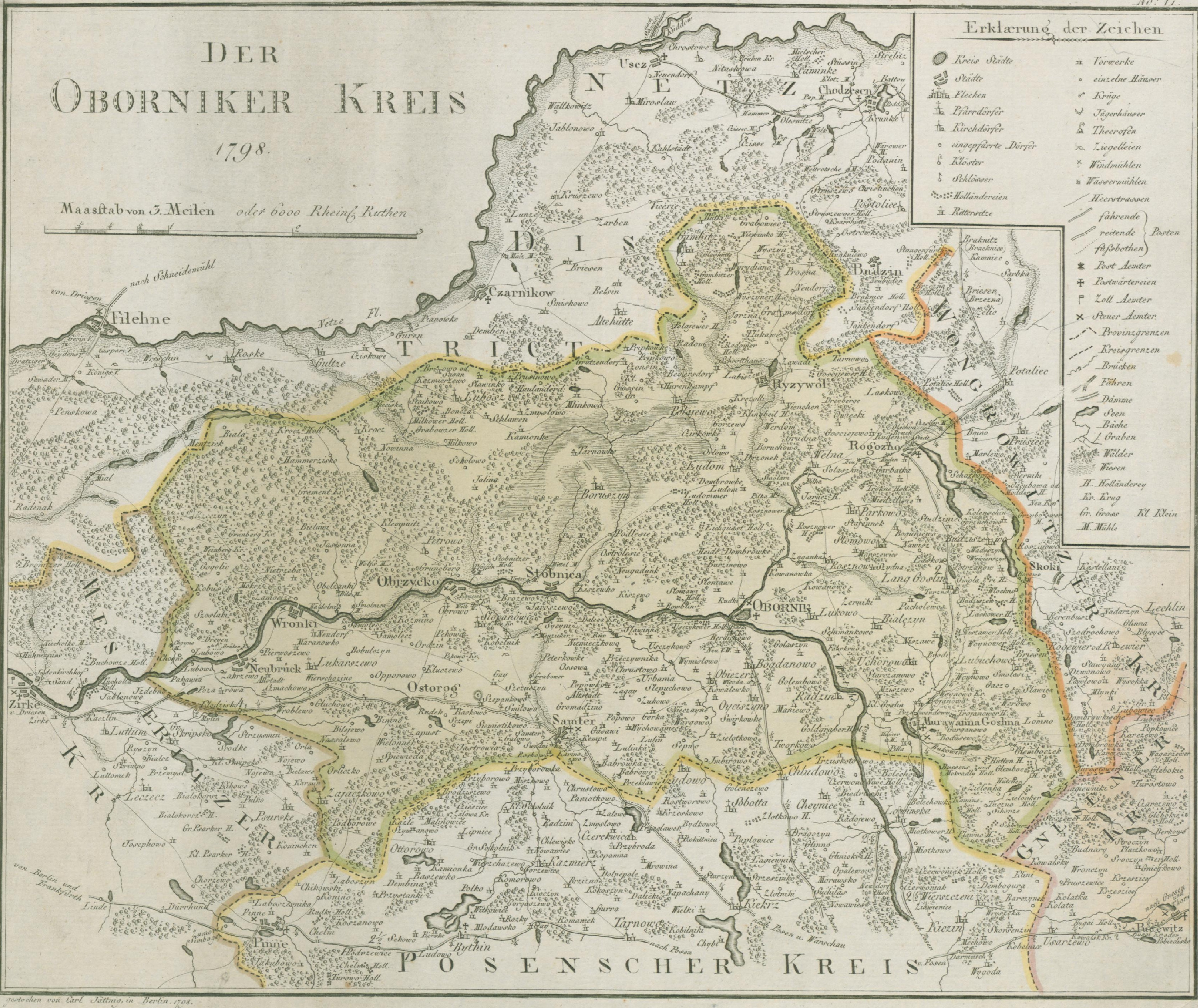
Der Kreis Obornik in Südpreußen

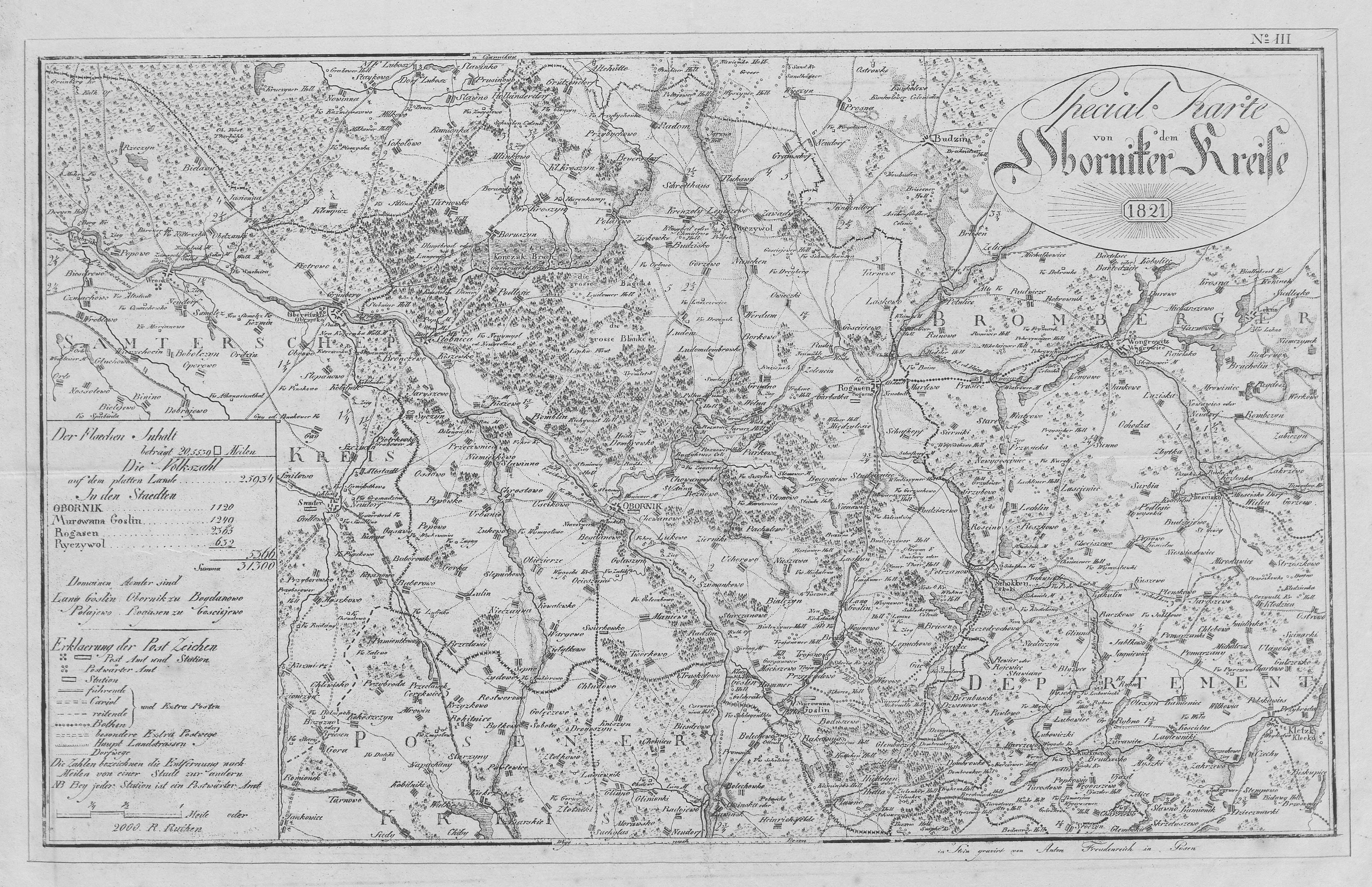
Der Kreis Obornik in der Provinz Posen

Der Kreis Obornik bestand von 1793 bis 1807 in der preußischen Provinz Südpreußen und von 1815 bis 1919 im Süden der preußischen Provinz Posen. Das ehemalige Kreisgebiet gehört heute im Wesentlichen zum Powiat Obornicki in der polnischen Woiwodschaft Großpolen.
Der Landkreis Obornik war außerdem während des Zweiten Weltkrieges eine deutsche Verwaltungseinheit im besetzten Polen (1939–1945).

## Ausdehnung
Der Kreis Obornik hatte zuletzt eine Fläche von 1088 km².

## Geschichte
Das Gebiet um die westpolnische Stadt Obornik gehörte nach der Zweiten Teilung Polens von 1793 bis 1807 zum Kreis Obornik in der preußischen Provinz Südpreußen.
Durch den Frieden von Tilsit kam das Gebiet 1807 zum Herzogtum Warschau. Nach dem Wiener Kongress fiel es am 15. Mai 1815 erneut an das Königreich Preußen und wurde Teil des Regierungsbezirks Posen der Provinz Posen.
Bei den preußischen Verwaltungsreformen wurde zum 1. Januar 1818 im Regierungsbezirk Posen eine Kreisreform durchgeführt, bei der der Kreis Obornik deutlich verkleinert wurde. Der Westteil des Kreises kam zum neuen Kreis Samter. Kreisstadt und Sitz des Landratsamtes war die Stadt Obornik.
Als Teil der Provinz Posen wurde der Kreis am 18. Januar 1871 Teil des neu gegründeten Deutschen Reichs, wogegen die polnischen Abgeordneten im neuen Reichstag am 1. April 1871 protestierten.
Am 27. Dezember 1918 begann in der Provinz Posen der Großpolnische Aufstand der polnischen Bevölkerungsmehrheit gegen die deutsche Herrschaft, und im Januar 1919 war das Gebiet des Kreises Obornik unter polnischer Kontrolle. Am 16. Februar 1919 beendete ein Waffenstillstand die polnisch-deutschen Kämpfe, und am 28. Juni 1919 trat die deutsche Regierung mit der Unterzeichnung des Versailler Vertrags den Kreis Obornik auch offiziell an die neu gegründete Republik Polen ab.

## Einwohnerentwicklung
| Jahr | Einwohner | Quelle |
| ---- | --------- | ------ |
| 1818 | 36.332    | [ 4 ]  |
| 1846 | 43.451    | [ 5 ]  |
| 1871 | 48.093    | [ 6 ]  |
| 1890 | 48.242    |        |
| 1900 | 50.352    | [ 1 ]  |
| 1910 | 55.880    | [ 1 ]  |

Von den Einwohnern des Kreises waren 1890 etwa 60 % Polen, 35 % Deutsche und 4 % Juden. Die Mehrzahl der deutschen Einwohner verließ nach 1919 das Gebiet.

## Politik

### Landräte
1793–180200August von Brause
1804–000000Stephan Alexander Paul von Zychlinski
1818–182400von Rogowski
1824–183100von Gorczyczewski
1831–183400von Twardowski
1834–999900von Haza (kommissarisch)
1835–999900von Münchow (kommissarisch)
1836–184800von Gumpert
1848–186100Karl von Reichmeister (1810–1860)
1862–187300Oscar Hahn (1831–1898)
1873–187700Conrad von Studt (1831–1921)
1877–189100Gottlob Engelhard von Nathusius (1838–1899)
1891–190800Bogislaw von Klitzing (1861–1942)
1908–000000Claus Henning von Köller (1874–1937)

### Wahlen
Der Kreis Obornik gehörte zusammen mit den Kreisen Birnbaum, Samter und Schwerin an der Warthe zum Reichstagswahlkreis Posen 2. Der Wahlkreis wurde bei den Reichstagswahlen zwischen 1871 und 1912 von den folgenden Kandidaten gewonnen:
- 187100Ludwig von Rönne, Nationalliberale Partei
- 187400Ludwig Zietkiewicz, Polnische Fraktion
- 187700Stephan von Kwilecki, Polnische Fraktion
- 187800Stephan von Kwilecki, Polnische Fraktion
- 188100Stephan von Kwilecki, Polnische Fraktion
- 188400Stephan von Kwilecki, Polnische Fraktion
- 188700Hektor von Kwilecki, Polnische Fraktion
- 189000Hektor von Kwilecki, Polnische Fraktion
- 189300Hektor von Kwilecki, Polnische Fraktion
- 189800Hektor von Kwilecki, Polnische Fraktion
- 190300Mathias von Brudzewo-Mielzynski, Polnische Fraktion
- 190700Mathias von Brudzewo-Mielzynski, Polnische Fraktion
- 191200Mathias von Brudzewo-Mielzynski, Polnische Fraktion

## Kommunale Gliederung
Zum Kreis Posen gehörten die vier Städte Obornik, Murowana-Goslin, Ritschenwalde und Rogasen. Die (Stand 1908) 106 Landgemeinden und 56 Gutsbezirke waren anfangs in (kleineren) Woytbezirken (polnisch „wójt“ = deutsch „Vogt“) und später in größeren Polizeidistrikten zusammengefasst.

## Gemeinden
Am Anfang des 20. Jahrhunderts gehörten die folgenden Gemeinden zum Kreis:
| - Alt Laskon - Ballenstein - Beyersdorf - Bialenschin - Bodental - Bogenau - Boguniewo - Bomblin - Bomblin Abbau - Boruchowo - Boruschin - Briesen - Buchenhain - Buschdorf - Chrustowo - Eichquast - Eichwald - Eitelfelde - Friedensort - Garbatka - Gastfelde - Glembotschek - Goldgräber Hauland - Gorka II - Gorzewo Abbau - Gosciejewo - Gosciejewo Hauland - Gramsdorf - Groß Hauland - Groß Kroschin | - Grützendorf - Güldenau - Heide Dombrowka - Holländerdorf - Hüttenhauland - Jaratsch Hauland - Kaminsker Hauland - Kaziopole - Kirchen Dombrowka - Kischewko - Kischewo - Klein Kroschin - Kowanowko - Kowanowo - Laskon - Laskowo - Lippe - Ludom - Ludom Abbau - Ludom Hauland - Lulinko - Maniewo - Miendzylesie Abbau - Mittenwald - Mlynkowo - Murowana-Goslin, Stadt - Nawisk - Neu Ossowo - Neuvorwerk - Nieschawa Hauland | - Nietschajna - Nowakowo - Obornik, Stadt - Ocieschin II - Owietschek - Pacholewo - Parkowo - Pila - Plawno - Podlesie - Polajewo - Polajewo Hauland - Popowo - Potschanowo - Prinzenau - Pripkowo - Radom - Rakownia - Rehwiese - Ritschenwalde, Stadt - Rogasen, Stadt - Roschnowo Abbau - Roschnowo Hauland - Schittno - Schrotthaus - Schwarz Hauland - Seefelde - Seeforst - Slawica - Slawienko | - Slomowo - Slonawy Hauland - Smolnary Hauland - Startschanowo - Steindorf - Stobnitza - Stobnitza Hauland - Studzinietz - Sycyn - Tarnowko - Tarnowo - Tlukawy - Trockenhauland - Trojanowo - Uchorowo - Uscikowo - Uscikowo Hauland - Wargowo II - Weißthal - Werdum - Wilhelmsberg - Wladischin - Wojnowo Hauland - Wymyslowo - Zawady - Zielonka - Zirkowko - Zolentschin - Zukowo |

Bis auf wenige Ausnahmen galten nach 1815 die polnischen Ortsnamen weiter, zu Beginn des 20. Jahrhunderts wurden mehrere Ortsnamen eingedeutscht.

## Der Landkreis Obornik im besetzten Polen (1939–1945)

### Geschichte

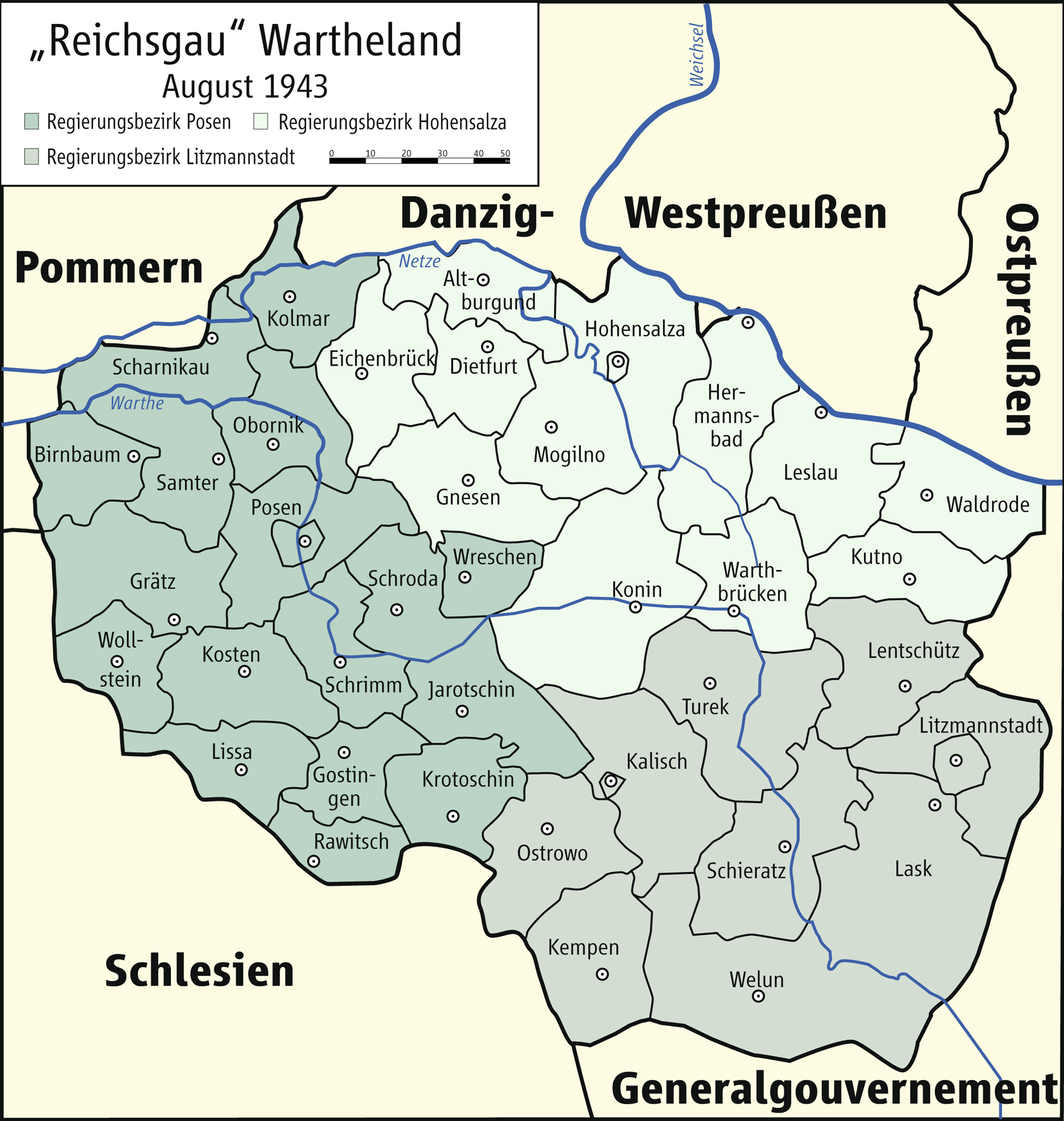
Regierungsbezirke und Kreise im Reichsgau Wartheland

Im Zweiten Weltkrieg bildeten die deutschen Besatzungsbehörden eine Verwaltungseinheit namens Landkreis Obornik im Regierungsbezirk Posen (bzw. vom 21. Mai 1941 bis zum 12. September 1942 vorübergehend Landkreis Obernick (Warthe)). Die am 26. Oktober 1939 vollzogene Annexion des Gebietes durch das Deutsche Reich war als einseitiger Akt der Gewalt völkerrechtlich aber unwirksam. Die jüdischen Einwohner wurden im Zweiten Weltkrieg von den deutschen Besatzungsbehörden ermordet. Mit dem Einmarsch der Roten Armee im Januar 1945 endete die deutsche Besetzung.
Während der deutschen Besetzung erhielten nur Obornik und Rogasen 1942 die Stadtrechte laut Deutscher Gemeindeordnung von 1935, die übrigen Gemeinden wurden in Amtsbezirken zusammengefasst.

### Landräte
1941–194500Schnitzer

### Ortsnamen
Während der deutschen Besetzung im Zweiten Weltkrieg wurden durch unveröffentlichten Erlass vom 29. Dezember 1939 zunächst die 1918 gültigen Ortsnamen übernommen, es erfolgten aber bald „wilde“ Eindeutschungen durch die lokalen Besatzungsbehörden. Am 18. Mai 1943 erhielten alle Orte mit einer Post- oder Bahnstation deutsche Namen, dabei handelte es sich meist um lautliche Angleichungen, Übersetzungen oder freie Erfindungen.
Größere Gemeinden im Landkreis Obornik:
| polnischer Name  | deutscher Name (1815–1919)       | deutscher Name (1939–1945)                             |
| ---------------- | -------------------------------- | ------------------------------------------------------ |
| Boruszyn         | Boruschin                        | Boruschin                                              |
| Bukowiec         | Gramsdorf                        | Gramsdorf                                              |
| Gościejewo       | Gosciejewo 1906–1919 Bülowsthal  | Bülowstal                                              |
| Jędrzejewo       | Holländerdorf                    | Holländerdorf                                          |
| Kiszewo          | Kischewo                         | 1939–1943 Kirschen 1943–1945 Kirschbuden               |
| Krosin           | Groß Kroschin                    | Groß Kroschin                                          |
| Lipa             | Lippe                            | Lippe                                                  |
| Maniewo          | Maniewo                          | ?                                                      |
| Młynkowo         | Mlynkowo                         | Mühlingen                                              |
| Murowana Goślina | Murowana-Goslin                  | Goslin                                                 |
| Oborniki         | Obornik                          | 1939–1941 Obornik 1941–1942 Obernick 1942–1945 Obornik |
| Połajewo         | Polajewo 1907–1919 Güldenau      | Güldenau                                               |
| Rogoźno          | Rogasen                          | Rogasen                                                |
| Ryczywół         | Rycziwol 1875–1919 Ritschenwalde | Ritschenwalde                                          |
| Sierakówko       | Zirkowko                         | ?                                                      |
| Skrzetusz        | Schrotthaus                      | Schrotthaus                                            |
| Tarnówko         | Tarnowko                         | Tarnowko                                               |
| Tarnowo          | Tarnowo 1906–1919 Tarnau         | 1939–1943 Tarnau 1943–1945 Ristenau                    |
| Tłukawy          | Tlukawy                          | Schwanenfelde                                          |
| Uścikowo         | Uscikowo 1906–1919 Neuendorf     | Neuendorf                                              |